# Montfort, Alpes-de-Haute-Provence
Montfort är en kommun i departementet Alpes-de-Haute-Provence i regionen Provence-Alpes-Côte d'Azur i sydöstra Frankrike. Kommunen ligger  i kantonen Volonne som ligger i arrondissementet Forcalquier. År 2022 hade Montfort 333 invånare.

## Befolkningsutveckling
Antalet invånare i kommunen Montfort
Referens: INSEE